# Anežka z Poitou
Anežka z Poitou (francouzsky: Agnès de Poitou; cca 1025 – 14. prosince 1077, Řím), někdy též uváděna jako Anežka Akvitánská, byla jako manželka římského císaře Jindřicha III. římská královna a císařovna a ve Svaté římské říši též poslední vdova-regentka na centrální úrovni.

## Rodina a manželství s Jindřichem III.
Anežka byla dcerou akvitánského vévody Viléma V. († 1030) a jeho třetí manželky Anežky Burgundské. Její otec zemřel, když jí bylo asi pět nebo šest let, matka se krátce poté znovu provdala a Anežka vyrůstala na dvoře svého nevlastního bratra Viléma VI. zvaného Tlustý, později byla svěřena svému strýci hraběti Renaudu I. Burgundskému.
V listopadu 1043 se v Ingelheimu stala druhou manželkou římského krále Jindřicha III. (1017 – 5. říjen 1056). Sňatek přinesl Jindřichovi kromě naděje na dědice (se svou první manželkou Gunhildou Dánskou měl jen jednu dceru) hlavně mocensko-politické výhody, neboť jím získal spojence na jihu Francie a zlepšil též svou pozici v Burgundsku. Vztah mezi manželi byl na svou dobu údajně neobvykle blízký. Agnes byla vysoce vzdělaná a zbožná (podobně jako její manžel) a silně ovlivněná ideály clunyjské reformy, neopominutelné jsou ovšem také kulturní vlivy, které s sebou do Říše tato akvitánská princezna přinesla. Společně s Jindřichem byla 25. prosince 1046 v Římě korunována císařovnou, během manželova života se však politicky výrazněji neprojevovala.

### Děti
- Adelaida (1045–1096), abatyše v Gandersheimu a Quedlinburgu
- Gisela (1047–1053)
- Matylda (1048–1060), provdána roku 1059 za Rudolfa z Rheinfelden, švábského vévodu, od 1077 německého protikrále
- Jindřich IV. (1050–1106), od 1056 král, 1084–1106 císař Svaté říše Římské
- Konrád (1052–1055), vévoda bavorský
- Judita (1054–1092/1096), provdána za uherského krále Šalamouna († 1087), poté (od 1089) za polského knížete Vladislava I. Heřmana († 1102)

## Regentství za Jindřicha IV.
Po manželově smrti v říjnu 1056 se na jeho přání a s podporou papeže Viktora II. stala regentkou za svého teprve šestiletého, ale již korunovaného syna Jindřicha IV. Jako regentka každoročně navštěvovala všechny části Říše, měla všechna práva, dokonce předsedala říšskému soudu. Politicky se snažila navázat na odkaz svého zemřelého manžela, stejně jako on podporovala reformní hnutí v církvi a snažila se uplatňovat politiku usmíření a zachování míru. Její regentství bylo obecně respektováno, dokonce jí bylo přislíbeno, že v případě předčasné smrti jejího syna, tedy uprázdnění trůnu, může designovat nástupce, to znamená učinit závazný návrh volebnímu shromáždění. Čelila však zároveň velkým problémům, a to jak ve vnitřní, tak v mezinárodní politice.

### Vnitřní politika
Ve vnitřní politice to bylo povstání v Sasku, Švábsku a dolním Porýní, které se jí sice podařilo potlačit, ale musela se vzdát přímé vlády v některých částech Říše – ve Švábsku, Korutanech a Bavorsku, která postupně udělila jako léna s cílem připoutat k sobě jejich držitele (Konráda III. z rodu Ezonnů a Bertholda z rodu Zähringenů v Korutanech, Rudolfa z Rheinfelden ve Švábsku a nakonec, roku 1061 Otu z Northeimu v Bavorsku). Zejména starší historiografie ji vinila z toho, že tak oslabila rodovou moc sálské dynastie – tito nově oblenění vévodové se navíc později stali největšími protivníky jejího syna, což se však Anežce v žádném případě nedá klást za vinu. Také měla dlouhodobý spor s biskupem Güntherem z Bamberku.

### Mezinárodní politika a vztah k papežství
V mezinárodní politice patřil k prvořadým problémům konflikt s uherským králem Bélou I., kterého sice Anežka nedokázala porazit, nicméně s ním sjednala mír pojištěný zasnoubením své dcery Judity s uherským následníkem trůnu. V době jejího regentství také říšský panovník ztratil vliv na obsazení papežského stolce – Štěpán IX. a Mikuláš II. byli na stolec sv. Petra povýšeni bez přičinění císařského dvora, Mikuláš II. pak na synodě v Lateránu roku 1059 vydal dekret, který svěřoval volbu papeže do rukou kardinálů; tento dekret byl namířen jednak proti císařské moci, jednak proti římské aristokracii. Po zvolení papeže Alexandra II. roku 1061 proti němu císařovna nechala zvolit parmského biskupa Candala, který přijal jméno Honorius II., v Římě se však nedokázal prosadit, což pro císařovninu politiku znamenalo porážku – bylo to poprvé, co papež prosazovaný císařem nedokázal uspět.

### Státní převrat v Kaiserswerthu
Regentská vláda Anežky z Poitou skončila ovšem ještě předtím, než její syn dosáhl zletilosti, a to v dubnu 1062, navíc za poměrně dramatických okolností. Když císařovna pobývala se synem na falci v Kaiserswerthu (dnes část města Düsseldorf), byl její syn unesen skupinou světských a duchovních knížat, což fakticky znamenalo státní převrat. Organizátory tohoto bezprecedentního činu byli biskup Anno II. Kolínský, bavorský vévoda Ota a brémský biskup Adalbert, který se také následně ujal výchovy mladého krále i řízení státních záležitostí. Motivy hledá současná historiografie jednak v touze těchto knížat po moci, jednak ve snaze vymanit dospívajícího krále z mateřského vlivu.

## Další život ovdovělé císařovny
Císařovna o svá práva nebojovala a poté, co byl její syn prohlášen za plnoletého, se roku 1065 uchýlila se do kláštera Fruttuaria v Piemontu, později se vydala do Říma a navázala duchovní přátelství se sv. Petrem Damianim a italským mystikem Janem z Fécampu.
Později se snažila působit na syna, aby se přiklonil k církevní reformě a v posledních letech života se snažila prostředkovat mezi ním a papežem Alexandrem II., roku 1074, při své poslední cestě za Alpy se snažila o usmíření mezi Jindřichem IV. a Rudolfem z Rheinfeldenu, bývalým manželem její dcery Matyldy († 1060, Rudolf byl roku 1077 zvolen vzdorokrálem proti Jindřichu IV.).